# Kiruhura (vattendrag i Burundi, Gitega, lat -3,54, long 29,93)
Kiruhura är ett vattendrag i Burundi.   Det ligger i provinsen Gitega, i den centrala delen av landet, 60 kilometer öster om huvudstaden Bujumbura.
Omgivningarna runt Kiruhura är en mosaik av jordbruksmark och naturlig växtlighet. Runt Kiruhura är det tätbefolkat, med 343 invånare per kvadratkilometer.